# Fredrik Laurin

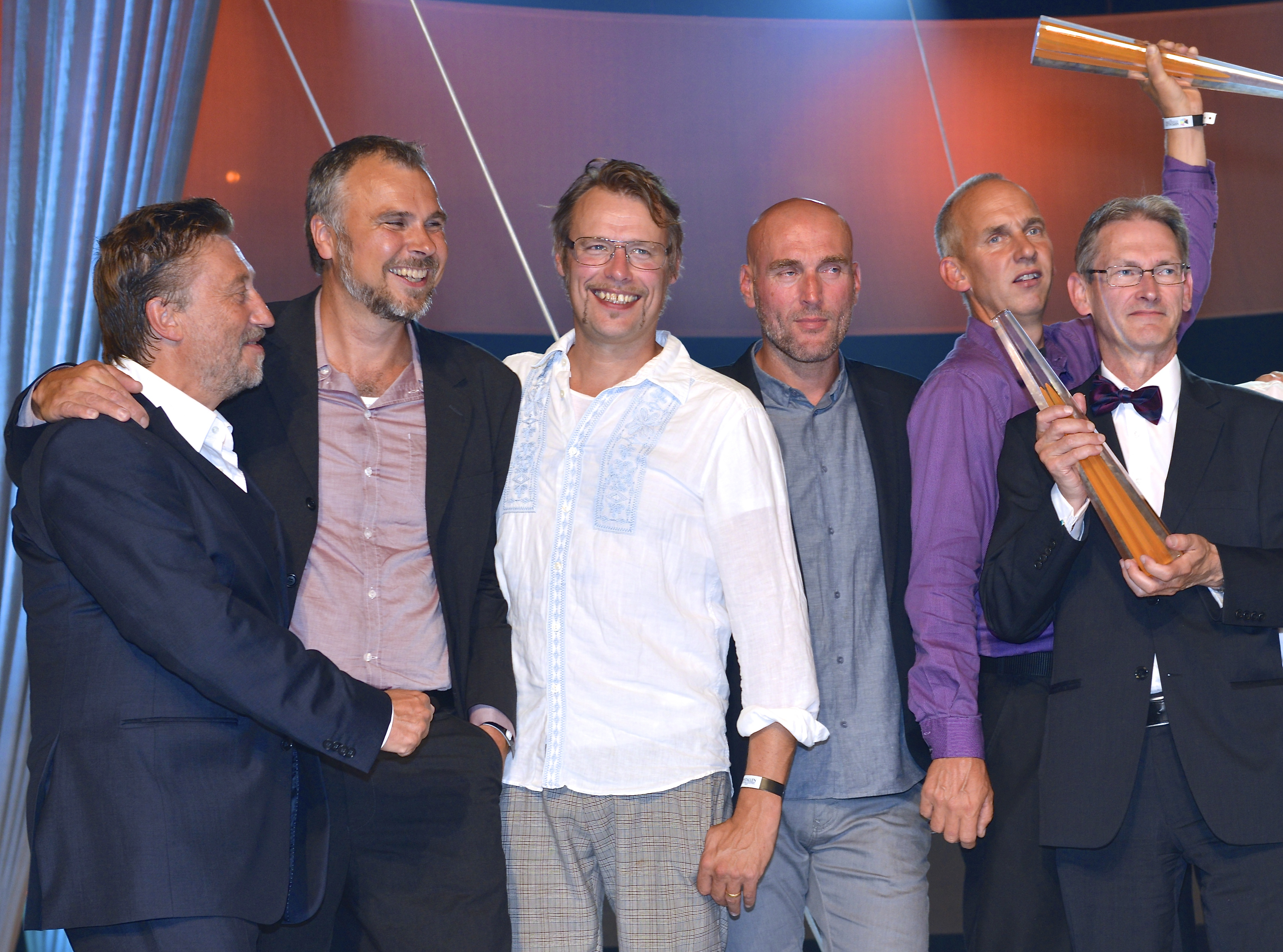
Uppdrag gransknings reportage TeliaSonera – Uzbekistanaffären, blev vinnare av Kristallen 2013 i kategorin Årets granskning. På bilden programledaren Janne Josefsson, fotoredigerare Ola Christoffersson, reportrarna Sven Bergman, Joachim Dyfvermark och Fredrik Laurin. Längst till höger står Per Fjellström, producent för Årets dokumentärprogram "Stenbeck – den motsägelsefulle kapitalisten".

Fredrik Maurits Laurin, född 4 mars 1964 i Uppsala, är en svensk journalist som arbetat som redaktör på Sveriges Television. Han har tidigare haft rollen som undersökande reporter på Uppdrag granskning, SVT, Ekot, Resumé och Kalla fakta TV4.

## Arbetsliv
Laurin började sin journalistbana på bland annat Gefle Dagblad, Bohusläningen, TT, SVT:s Striptease och medietidningen Resumé.
Därefter var Laurin reporter på Kalla fakta i TV4 2000–2006.
2014 blev Laurin redaktör för grävande journalistik på Sveriges Radio med ansvar för Ekots grävgrupp. 2016 återgick han som redaktör med ansvar för research och utveckling på SVT:s Uppdrag granskning. 2018 blev han redaktör för SVT Nyheters nystartade Faktakollen.[källa behövs]
Laurin, Dyfvermark och Bergman har som enda svenska journalister fått Stora journalistpriset tre gånger för Årets avslöjande. 2005 för "Det brutna löftet"  - en serie program i Kalla fakta, TV4 som avslöjade hur den svenska regeringen låtit CIA i hemlighet hämta två asylsökande egyptier i Sverige och flyga dem till säkerhetstjänsten i Egypten. Sveriges samarbete med USA och CIA blev det första avslöjandet av det illegala och hemliga programmet "Exraordinary renditions" och väckte stor internationell uppmärksamhet. Reportaget renderade även Publicistklubbens stora pris och en stor mängd andra svenska och internationella utmärkelser. Arbetet med reportaget skildrades senare av Lena ten Hoopen (då Sundström) i boken "Spår".
2007 fick trion återigen Stora journalistpriset för Årets avslöjande efter reportaget "Gripen - de hemliga avtalen" som sändes i SVT:s Uppdrag granskning. Där visade de hur SAAB och deras dåvarande partner BAE Systems genom avtal med och utbetalningar till hemliga agenter på miljontals kronor påverkat politiker i Tjeckien, Ungern och Sydafrika för att exportera det svenska stridsflygplanet JAS Gripen.
Laurin och hans kollegor Dyfvermark och Bergman ligger också bakom avslöjandet i april och september 2013 att Telia Sonera på sina tillväxtmarknader i Eurasien samarbetar med regimerna om att avlyssna deras befolkning samt att Telia Sonera ingått avtal med ett bolag i Gibraltar om miljardersättningar för telekomlicenser i Uzbekistan. Bolaget visade sig ha länkar till diktatorn Islam Karimovs dotter Gulnara Karimova och förundersökning om misstänkt mutbrott inleddes i bland annat Schweiz, USA och Sverige. Telia Sonera har efter avslöjandet beslutat att avyttra samtliga sina investeringar i "affärsområde Eurasien" och gått med på att betala böter i miljardklassen till amerikanska Securities and Exchange Commission (SEC), motsvarigheten till Finansinspektionen. 2017 åtalades tre personer i ledningsgruppen för mutbrott, bland dem förre VD:n Lars Nyberg.
Laurin har också fått Grävande journalisters pris Guldspaden ett flertal gånger, första gången år 2000 tillsammans med journalisten Leif Holmqvist för avslöjandet om mutorna i den svenska OS-kampanjen för OS i Stockholm 2004. Liksom motsvarande internationella priser för undersökande journalistik, bland annat från amerikanska Investigative Reporters and Editors, IRE, och International Consortium for Investigative Journalists, ICIJ.
Laurin blev 2004 som andre svensk inbjuden att ingå i ICIJ där han sedan dess deltagit i ett flertal av organisationens projekt både som redaktör och reporter. Bland de mer uppmärksammade var Looting the Seas, (initierat av Laurin), Offshoreleaks, Swissleaks, Luxleaks, Panama papers och Paradise papers.
Den 20 september 2022 greps han och frihetsberövandes under fem timmar i ett ärende som avsåg olaga hot. Ärendet lades sedan ner av polisen. Laurin hade lämnat en påse med sängkläder och en kikare på en kollegas skrivbord. På påsen hade han skrivit "till kommunisten på Gärdet". På en lapp hade han skrivit "De här grejerna är tvättade i novitjok, det lär ta bort cancersvulsten på samhällskroppen". Enligt Laurin skulle den tilltänkte mottagaren förstå referenserna till citat av Lars Nyberg och Gunnar Axén. En annan kollega hittade påsen och kontaktade då säkerhetsavdelningen. Laurin sade sig vara "förbluffad av dumhetens tyranni" och ville av SVT ha "en ursäkt och en chokladask" (schweizernöt). SVT kommenterade senare händelsen, men utan att det framgick om någon redaktionell chef hade godkänt att polisen släpptes in på redaktionen för att gripa en medarbetare på sin arbetsplats, eller om SVT:s utredning kommit fram till att säkerhetsavdelningen hanterat ärendet korrekt.

## Privat
2013 råkade han ut för en allvarlig trafikolycka men återhämtade sig.

## Samarbeten
Sedan år 2000 samarbetar han med två andra reportrar, Joachim Dyfvermark och Sven Bergman.[källa behövs]

## Texter
- 2011: "Spain - Looting the Seas" - en ICIJ rapport om hur Spanien är den största mottagaren av subsidier till fiskeindustrin och på samma gång är den största regelbrytaren. Laurin var initiativtagare och redaktör i projektet.
- 2010: "Blåfenad tonfisk - Looting the Seas" - en ICIJ rapport av hur den blåfenade tonfisken överfiskas till utrotningens gräns och hur kontrollsystemen havererat. Laurin var initiativtagare till projektet och arbetade som redaktör. Reportagen fick 2011 Investigative Reporters and Editors (IRE) Tom Renner award.
- 2009: "På djupt vatten" - Filter - om överfisket i världen och en svensk affärsmans roll i den.
- 2010–2012: (medlem i det team som producerade) International Consortium of Investigative Journalists reportage: Looting the Seas om Blåfenad tonfisk, jack makrill, och Spaniens roll i överfiskningen.
- 2013: "Tyst territorium: Sju reportage om Västsahara" (Atlas förlag, tillsammans med Lars Schmidt). En genomgång av svenska kopplingar till den långdragna och folkrättsstridiga marockanska ockupationen av Västsahara.

## Filmografi
- 2001: "Det verkliga livet som AU-pair". - ett reportage om villkoren för de tjejer från Östeuropa som arbetar som au-pairer i svenska välbeställda familjer.
- 2002: "Svensken på Guantanamo". om den svenske medborgaren Mehdi Muhammed Gehzali som greps på gränsen mellan Afghanistan och Pakistan i december 2001 och sedan internerades på den amerikanska flottbasen i Guantanamo Bay, Kuba.
- 2002/2003: "Det svarta havet". En serie program om svartfisket av torsk i Östersjön och hur fisken letade sig till svenska frysdiskar.
- 2003: "DC3:ans verkliga uppdrag". En genomgång av uppdraget som låg bakom den nedskjutna signalspanande DC3:an över Östersjön.
- 2003: "FRA - de lyssnar". en granskning av hur FRA avlyssnar eter och internet.
- 2003: "Nätverket". En serie reportage om korruptionen inom svenska Systembolaget.
- 2004: "The broken promise" del 1,2,3 and 4. Om hur Sverige och USA samarbetade i en av de första så kallade "Extraordinary renditions" där två egyptiska asylsökande greps och lämnades över till amerikanska agenter på svensk mark och sen fördes till Egypten där de torterades och fängslades.
- 2005: "The Broken Promise" del 5
- 2006: "Den svarta torsken" - hur maffiakontrollerat fiske i Barents hav fyller svenska frysdiskar med illegal torsk.
- 2007: "Gripen - the secret deals" - om hur Sverige mutade sig till stridsflygplansaffärer i Tjeckien, Ungern och Sydafrika.
- 2008: "Josephs öde" - tortyr och mörkläggning i Kongo under svensk, EU och FN flagg.
- 2009: "Rosa guld" - hur odlad lax tömmer oceanerna på fisk.
- 2010: "Omega 3:s hemlighet " - hur fisk från Västsahara smugglas till Omega 3-marknaden i Skandinavien.
- 2010: "Euro Orphans" - hur migrantarbetare i Sverige har tvingats överge sina barn hemma för att kunna arbeta i Sverige och andra välbeställda delar av Europa.
- 2011: "UG-porträttet: Torbjörn Törnqvist" - den första TV intervjun och granskningen av den svenske dollar miljardären och oljehandlaren och hans roll som ägare i den gigantiska oljehandelsfirman Gunvor.
- 2011: "Brevet från Mubarak" - om Sveriges underrättelse och säkerhetssamarbete med den Egyptiska regimen och de första intervjuerna med Ahmed Agiza and Muhammed Alzery, offren för den amerikansk-svenska "extraordinary rendition" operationen 2001.
- 2012: "De svarta lådorna" - om hur svensk-finska statligt kontrollerade Teliasonera samarbetar med diktaturerna i Uzbekistan och Vitryssland genom att ge säkerhetstjänsterna full access till sina mobilnät.
- 2013: "Snowdendokumenten" - som enda journalister i Sverige fick Laurin, Dyfvermark och Bergman tillgång till Edward Snowdens läckta NSA dokument och kunde i december 2013 avslöja svenska FRA:s intima samarbete med NSA.
- 2014 "Kvinnoregistret" - som redaktör för Ekots grävgrupp deltog Laurin i Bo Göran Bodin och Alexander Gaglianos avslöjande av hur Södertörnspolisen förde ett olagligt och hemligt register över slagna kvinnor.
- 2015 "Swissleaks" Deltog Ekot som enda svenska redaktion i avslöjandena om hemliga Schweiziska konton från banken HSBC i samarbete med organisationen International Consortium of Investigative Journalists, ICIJ.org.
- 2016 "Panamadokumenten" kunde Uppdrag granskning som enda redaktion avslöja svenska skatteflyktingar genom att delta i ICIJ:s omfattande samarbete i projektet Panamapapers. Som ett resultat av SVT:s samarbete med isländska kollegor tvingades den isländske statsministern avgå.
- 2016 "Parisdådet" På årsdagen av terrorattentatet i Paris publicerade Uppdrag granskning ett avslöjande av de svenska kopplingarna till attentatsmännen i ett reportage initierat av Laurins kontakter med tyska ARD som fått tillgång till IS inresedokument.
- 2017 "Paradisläckan" Laurin, Bergman och fotografen Ola Christoffersson gjorde de ryska delarna av avslöjandet om den amerikanske handelsministern Wilbur Ross samröre med ryska oligarker i ICIJ-projektet Paradise papers.
- 2021 "De stulna barnen" Laurin, Lena Subdström och fotografen Martin skildrade i fyra avsnitt för Uppdrag granskning hur tusentals barn förts bort från Chile till Sverige under Pinochet diktaturen, utan föräldrarnas medgivande.
- 2022 "Ericsson och IS" Laurin, Bergman, Per Agerman, Maria Gioergieva, Lars Hogeus och Kalle Segerbäck visade hur Ericsson finansierat terrorgruppen IS genom mutor.

## Utmärkelser
- 2000 Guldspaden (med Leif Holmkvist) mutorna i den svenska kampanjen för OS 2004.
- 2003 Hedersomnämnande Guldspaden "Mutorna i Systembolaget".
- 2004 Edward R Murrow Award (tillsammans med Sven Bergman och Joachim Dyfvermark) för "The broken promise"
- 2004 Guldspaden (med Sven Bergman och Joachim Dyfvermark) för "The broken promise" i Kalla fakta, TV4.
- 2004 Overseas Press Clubs Eric and Amy Burger Award (med Joachim Dyfvermark och Sven Bergman), Kalla fakta, TV4 för "The broken promise"
- 2005 Publicistklubbens stora pris (med Joachim Dyfvermark och Sven Bergman), Kalla fakta, TV4 för "The broken promise"
- 2005 Stora journalistpriset för "Årets avslöjande" (med Joachim Dyfvermark och Sven Bergman), Kalla fakta, TV4 för "The broken promise" [4][5]
- 2007 Stora journalistpriset för "Årets avslöjande" (med Joachim Dyfvermark och Sven Bergman), Uppdrag granskning, SVT för "Gripen - the secret deals"
- 2008 Edward R Murrow Award (med Sven Bergman och Joachim Dyfvermark) för "Gripen - the secret deals"
- 2008 Daniel Pearl Award (med Joachim Dyfvermark och Sven Bergman) för "Den svarta torsken"[12]
- 2009 Årets miljöjournalist (med Joachim Dyfvermark och Sven Bergman) för "Det rosa guldet"[13]
- 2011: Investigative Reporters and Editors (IRE) Tom Renner award för "Looting the Seas I Den blåfenade tonfiskes öde" - ett projekt av ICIJ, International Consortium of Investigative Journalists.[14]
- 2012: "Looting the Seas II - Spaniens bidragsfinansierade överfiske" var finalist för IRE:s Tom Renner-award.[15]
- 2013 Guldspaden (med Joachim Dyfvermark och Sven Bergman) för "Telia Sonera: The Black Boxes and The Uzbek affair"[16]
- 2013 Prix Circom (med Joachim Dyfvermark och Sven Bergman) för "Telia Sonera: The Black Boxes and The Uzbek affair"[17]
- 2013 Daniel Pearl Award (med Joachim Dyfvermark och Sven Bergman) för "Telia Sonera: The Black Boxes and The Uzbek affair"[18]
- 2013 "Kristallen" i kategorin Årets granskning (med Joachim Dyfvermark och Sven Bergman), Uppdrag granskning, SVT för "Telia Sonera: De svarta lådorna och Den Uzbekiska affären"
- 2013 Stora journalistpriset för "Årets avslöjande" (med Joachim Dyfvermark och Sven Bergman), Uppdrag granskning, SVT för "Telia Sonera: De svarta lådorna och Den Uzbekiska affären"
- 2017 fick Uppdrag granskning Guldspaden för arbetet med Panamadokumenten och ICIJ vann en IRE medal och Pulitzer med flera priser för avslöjandet och samarbetet.
- 2022 "Kristallen" i kategorin Årets granskning. Uppdrag granskning, SVT för "Ericsson och IS"